# Vasilítsa
Vasilítsa är ett berg i Grekland.   Det ligger i prefekturen Nomós Grevenón och regionen Västra Makedonien, i den nordvästra delen av landet, 300 km nordväst om huvudstaden Aten. Toppen på Vasilítsa är 2 239 meter över havet.
Terrängen runt Vasilítsa är kuperad åt nordost, men åt sydväst är den bergig. Trakten runt Vasilítsa är nära nog obefolkad, med mindre än två invånare per kvadratkilometer. Närmaste större samhälle är Samarína, 9,3 km nordväst om Vasilítsa. I omgivningarna runt Vasilítsa växer i huvudsak blandskog.